# Conseil régional du Littoral (Cameroun)
Le conseil régional du Littoral est l'assemblée délibérante de la région camerounaise du Littoral.

## Histoire
L’élection régionale a eu lieu le 6 décembre 2020. La première session de plein droit du Conseil régional s’est déroulée le mardi 22 décembre 2020.

## Composition

### Exécutif régional

#### Présidence
Le conseil régional du Littoral est présidé par Banlog Polycarpe.

### Présidents du Conseil régional
- Banlog Polycarpe (2020[2] - ) - (RDPC)